# Église Saint-Pierre-et-Saint-Paul de Sourzac
Pour les articles homonymes, voir Église Saint-Pierre-et-Saint-Paul.
L'église Saint-Pierre-et-Saint-Paul est une église catholique située à Sourzac, en France.
Elle fait l'objet de deux protections en tant que site inscrit et au titre des monuments historiques.

## Localisation
L'église Saint-Pierre-et-Saint-Paul est située en région Nouvelle-Aquitaine, dans le département de la Dordogne, dans le village de Sourzac, en bordure de l'Isle qu'elle surplombe.

## Historique

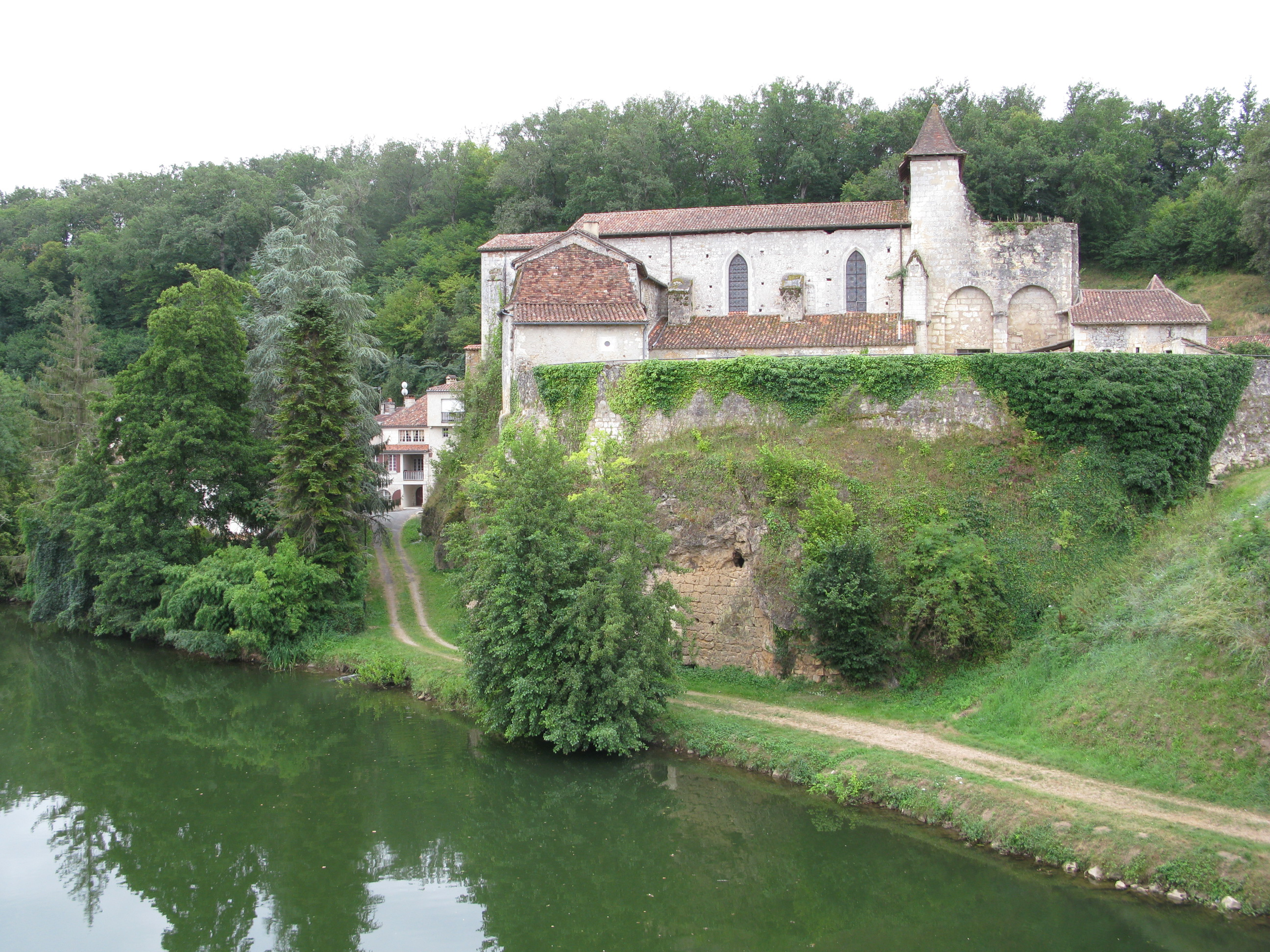
L'église surplombant l'Isle.

À la fin du XIe siècle, l'église du prieuré de Sourzac est identifiée sous le nom de Sanctus Petrus de Sorziaco. Ravagée lors de la guerre de Cent Ans, quelques vestiges en sont conservés côté occidental lors de la reconstruction de l'édifice en style gothique au XVe siècle.
L'édifice est inscrit au titre des monuments historiques le 6 décembre 1948, de même que les vestiges romans de l'ancienne église.
Entre la route départementale 6089 et l'Isle, l'église et ses abords immédiats, comprenant l'ancien presbytère et son enclos, sont décrétés site inscrit en 1955,.

## Architecture
Précédant l'entrée ouest, les vestiges de l'ancienne église montrent plusieurs arcs romans. Un clocher massif rectangulaire leur fait suite, s'élevant au-dessus du portail gothique. Le côté sud de la nef présente deux chapelles, dont une petite qui sert de baptistère. Le transept, surbaissé par rapport à la nef, et le chœur montrent d'anciennes peintures murales. Plusieurs clés de voûte en relief agrémentent l'ensemble des plafonds, et plus particulièrement celui de la grande chapelle sud. Un maître-autel de belle facture est installé dans le transept nord. Côté sud, le transept laisse deviner la présence d'une ancienne litre funéraire.

## Galerie de photos

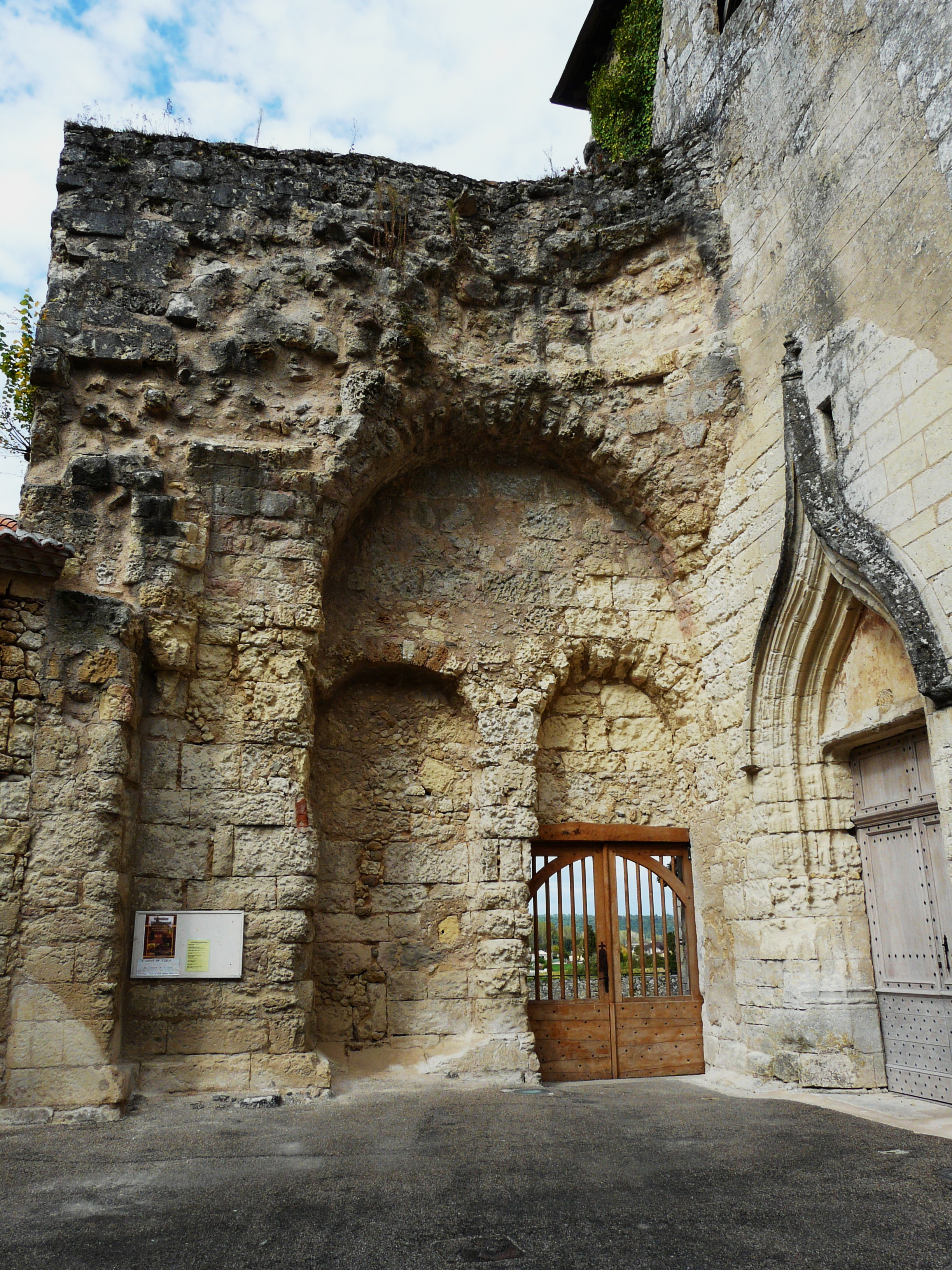
Les vestiges romans de l'ancienne église.
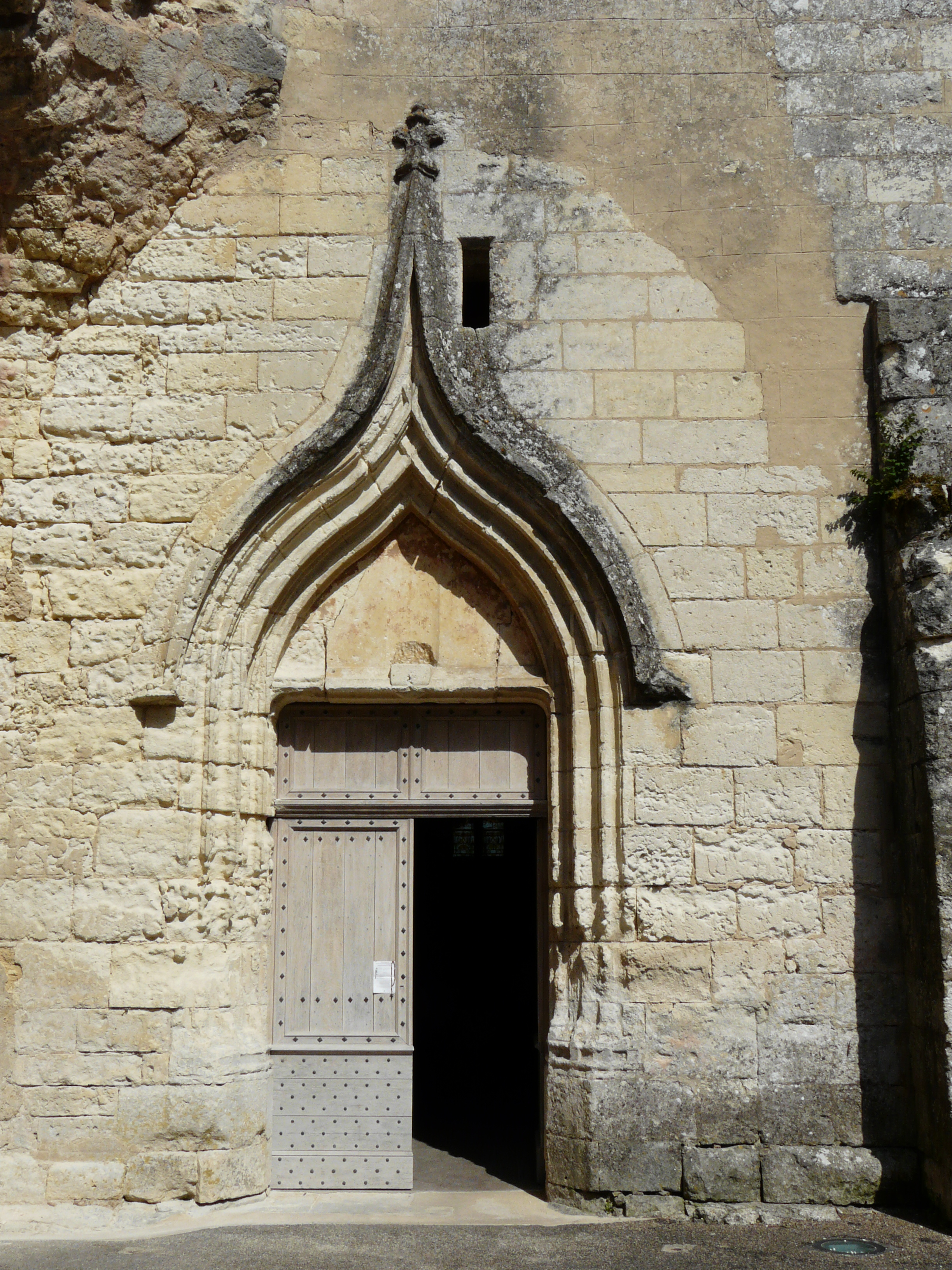
Le portail gothique.
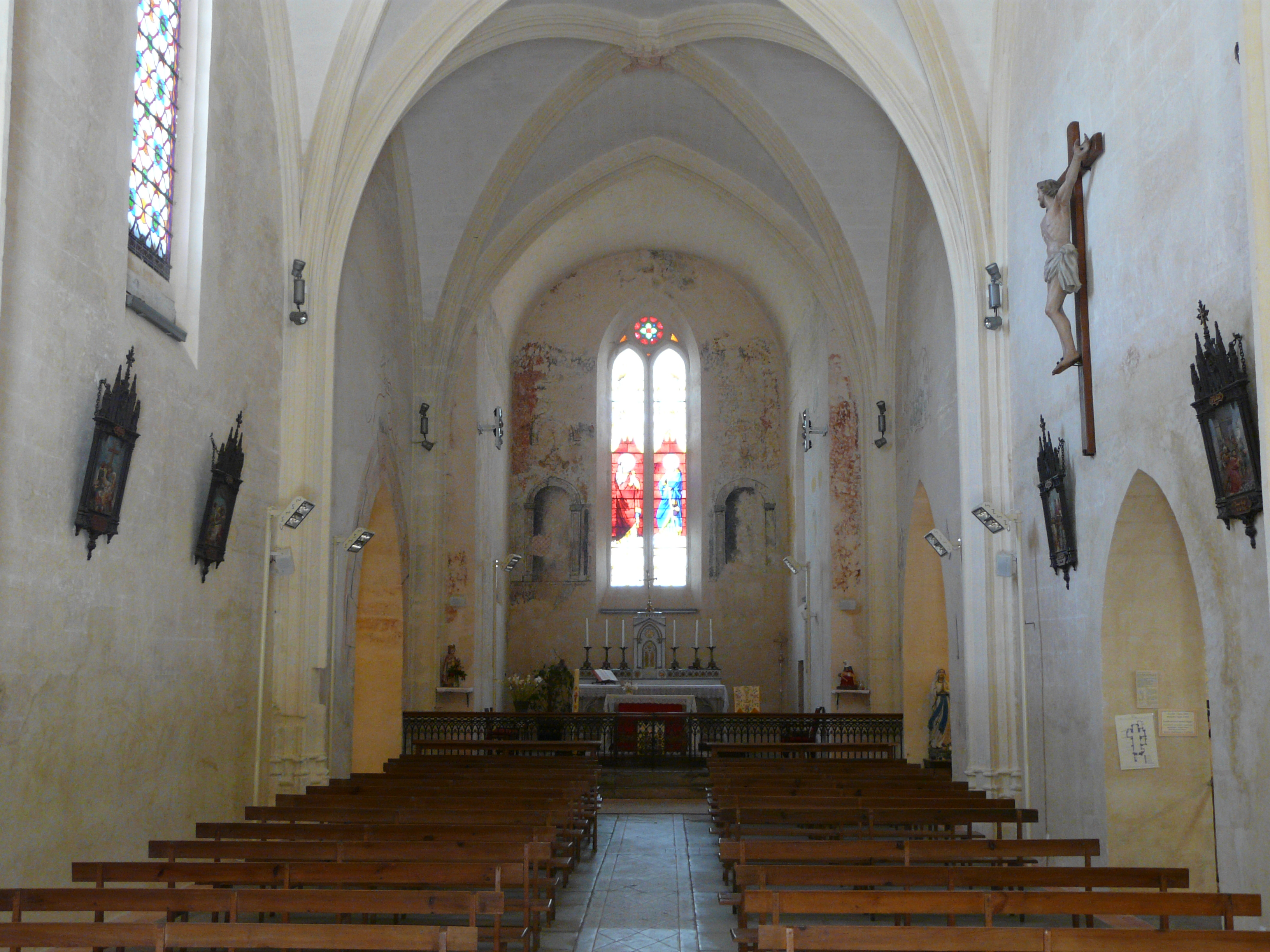
La nef.
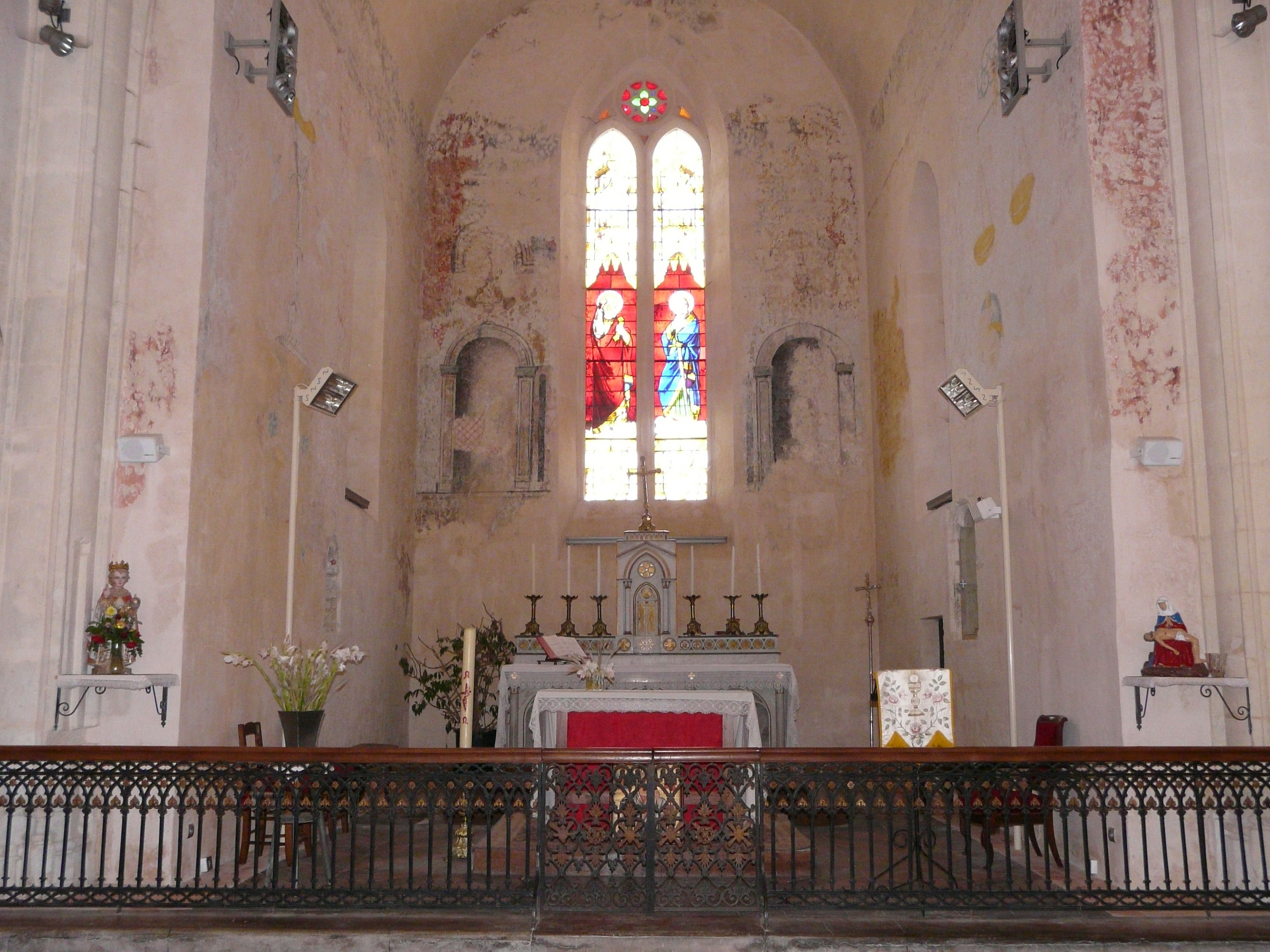
Le chœur et ses peintures.
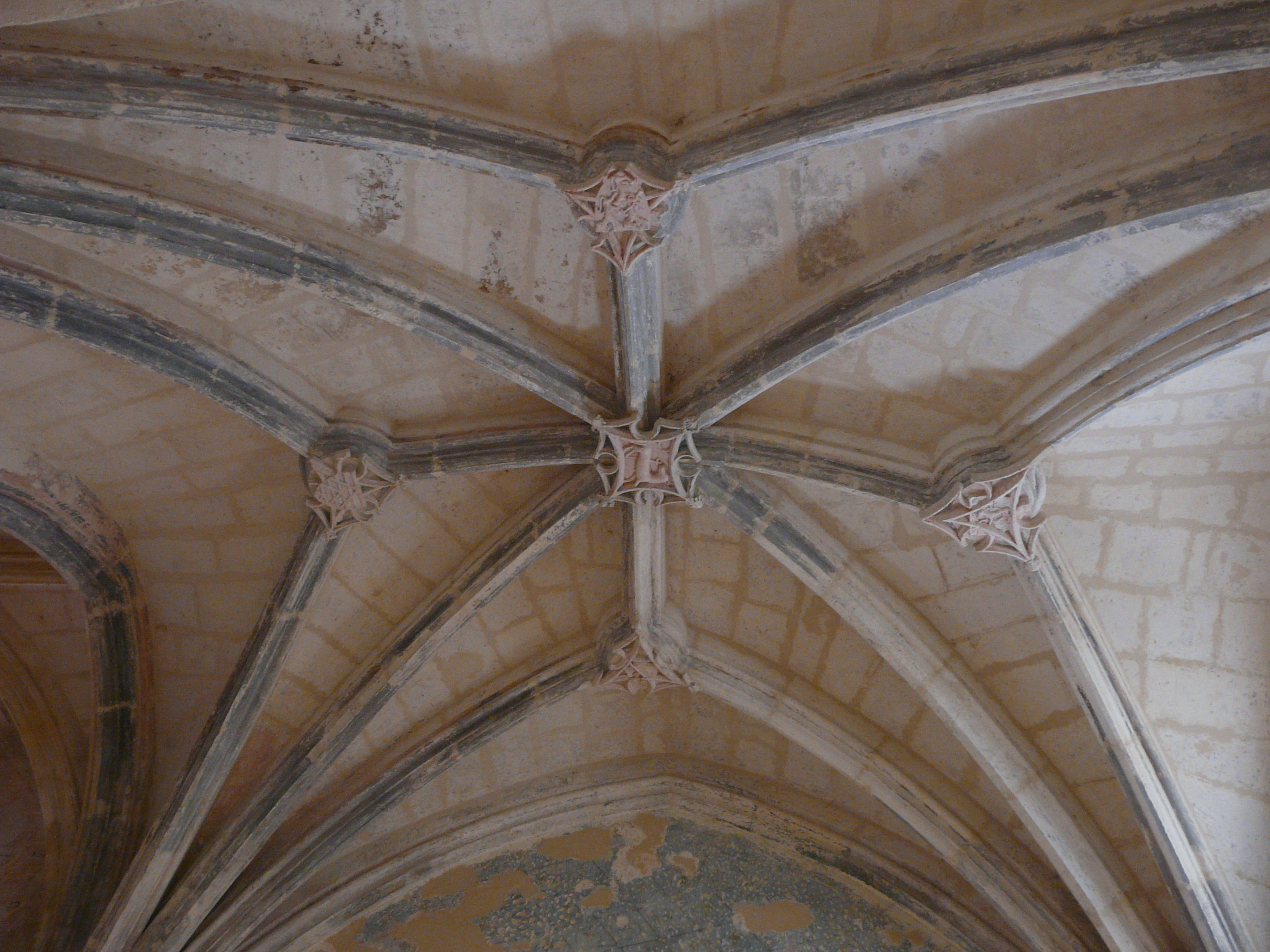
Les clés de voûte de la grande chapelle sud.
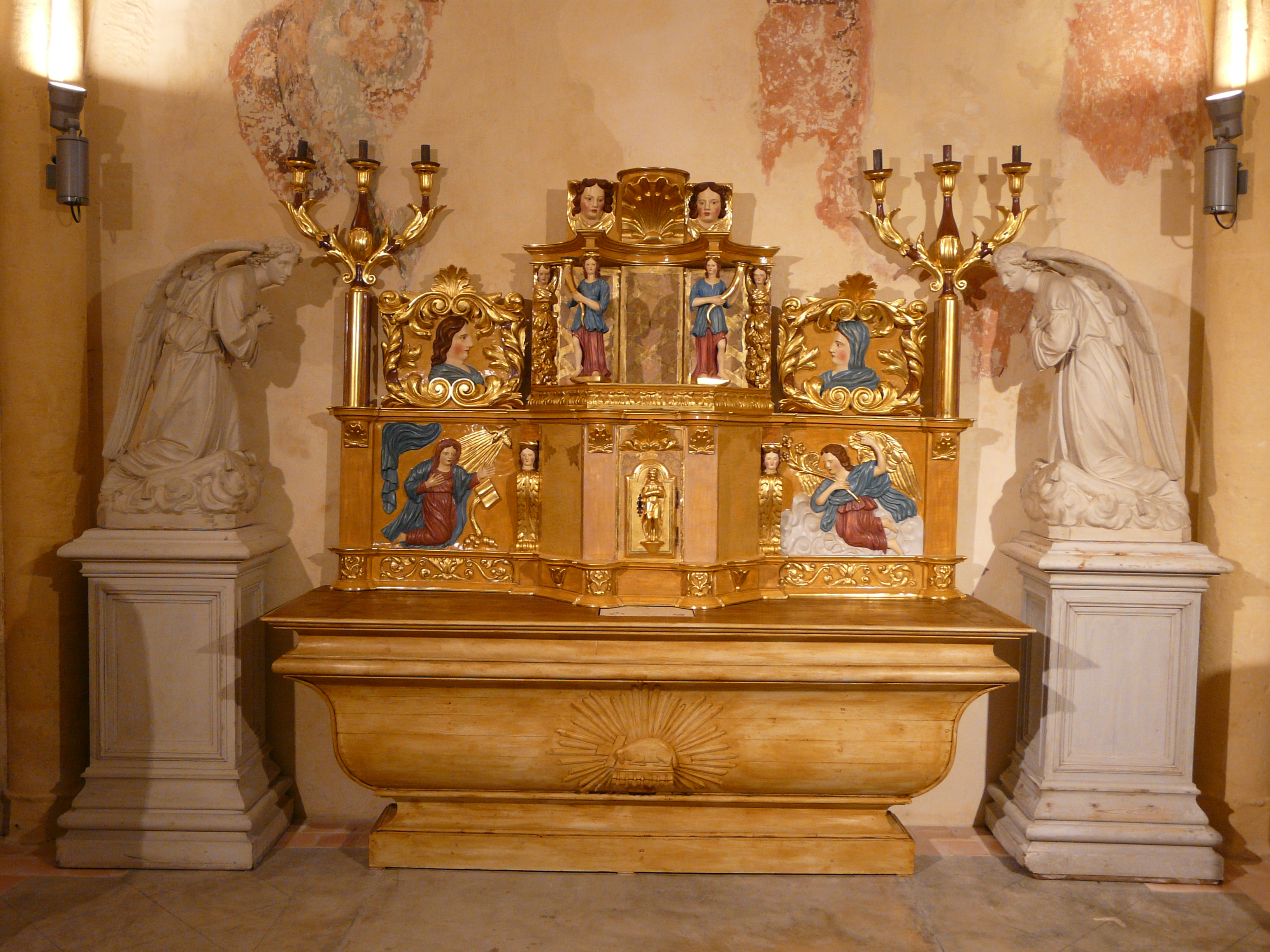
Le maître-autel du transept nord.
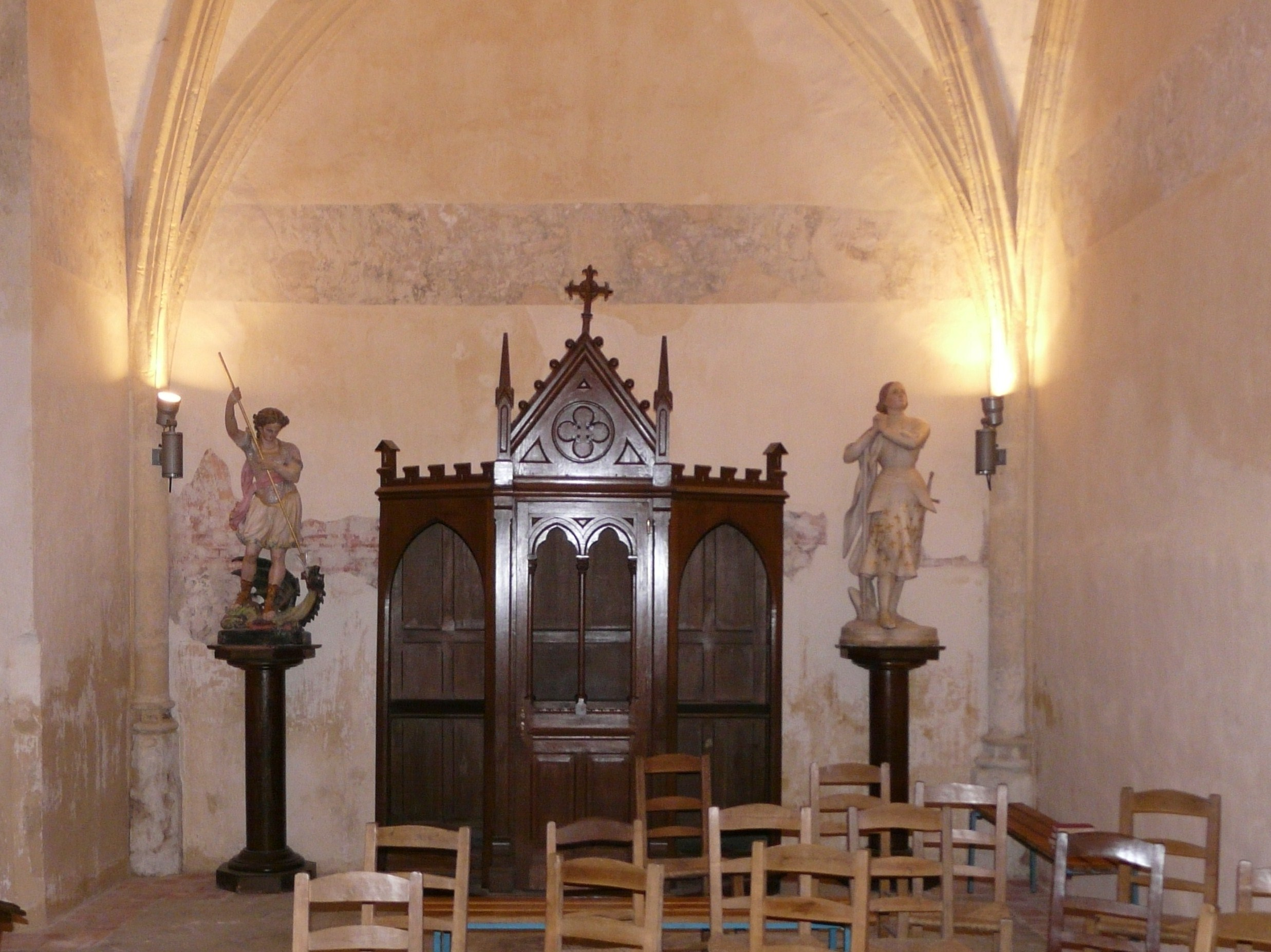
Le transept sud et sa litre funéraire.